# Sword Master
Sword Master är ett sidscrollande NES-spel. Spelet utspelar sig i en medeltida fantasymiljö, och är främst inriktat på strid med sköld och svärd. Spelet, som utspelar sig i kungariket Eledar där den elake Vishok har tagit makten, har dock drag av rollspel, då man samlar erfarenhetspoäng och blir starkare, samt använder magier.

### Fotnoter
1. 1 2 3  ”Sword Master”. NES DB. 10 mars 1992. Arkiverad från originalet den 23 april 2014. https://web.archive.org/web/20140423022414/http://www.nesdb.se/game_more.php?id=1421&rid=1. Läst 21 april 2014.
2. ↑  ”Sword Master” (på svenska). Nintendomagasinet (Kungsbacka: Atlantic) (8 1992):  sid. 15 (Power Player). augusti 1992. Läst 21 april 2014.